# Ондатр
«Ондатр» — студийный альбом Фёдора Чистякова, выпущенный в 2003 году.

## Список композиций
| №   | Название                        | Текст песни               | Музыка         | Длительность |
| --- | ------------------------------- | ------------------------- | -------------- | ------------ |
| 1.  | «Интродатр»                     | —                         | Фёдор Чистяков | 1:06         |
| 2.  | «Ондатр»                        | Фёдор Чистяков            | Фёдор Чистяков | 4:09         |
| 3.  | «Медведь»                       | из журнала «Пробудитесь!» | Фёдор Чистяков | 5:18         |
| 4.  | «Цвет моей мечты»               | Фёдор Чистяков            | Фёдор Чистяков | 4:50         |
| 5.  | «Алмаз»                         | Уолтер де ла Мэр          | Фёдор Чистяков | 1:58         |
| 6.  | «Бе-бе-бе»                      | Уолтер де ла Мэр          | Фёдор Чистяков | 4:37         |
| 7.  | «Два пустяка»                   | Фёдор Чистяков            | Фёдор Чистяков | 4:51         |
| 8.  | «Баллада о принце Длиннохвосте» | Уолтер де ла Мэр          | Фёдор Чистяков | 5:56         |
| 9.  | «Девушки со станции „Дно“»      | Пётр Струков              | Пётр Стуков    | 3:49         |
| 10. | «Старый Джон Белл»              | Уолтер де ла Мэр          | Фёдор Чистяков | 3:31         |
| 11. | «Ондатр 2»                      | Фёдор Чистяков            | Фёдор Чистяков | 4:28         |
| 12. | «И вдруг станет ближе»          | Фёдор Чистяков            | Фёдор Чистяков | 5:13         |

## Участники записи
- Фёдор Чистяков — вокал, баян, акустическая гитара, бас-гитара (2, 6, 11)
- Пётр Струков — гитара, бас-гитара (3, 4, 10), бэк-вокал, запись
- Владимир Кожекин — губная гармоника
- Владимир Петренко — виолончель
- Юрий Николаев — барабаны
- Владимир Савенок — клавишные (3, 7—9)
- Владимир Фёдоров — клавишные (4, 5, 7, 8), бэк-вокал
- Жанна Полевцова — вокал (3)
- Александр Орт — вокал (1, 2, 11)
- Карина Карасташ — арфа (5)
- Борис Якубовский — скрипка (9)
- Наиль Кадыров — бас-гитара (5, 7—9, 12)
- Роман Капорин — флейта (10), бас-гитара (10)

## Критика
В появившихся после выхода альбома рецензиях, с одной стороны, был отмечен новый этап творчества Чистякова — он стал гораздо больше петь, использовал новые форматы музыки, иногда «практически рэп», но, вместе с тем, другие критики посчитали альбом возвратом к традициям 80-х годов и развитием ранних идей «Аквариума» и «Алисы».
Отдельно отмечаются неоднозначные решения в лирической балладе «Два пустяка», а также текст песни «Медведь», представляющий собой статью из журнала «Пробудитесь!», неузнаваемо изменённую музыкой.
В целом же все критики сходятся на мнении, что данным альбомом Чистяков подтверждает свою репутацию одного из немногих исполнителей, «держащих марку настоящего питерского рока».